# Bruno Nettl
Bruno Nettl (Praga, 14 marzo 1930 – Champaign, 15 gennaio 2020) è stato un antropologo ed etnomusicologo ceco naturalizzato statunitense.

## Biografia
Bruno Nettl, figlio del musicologo Paul Nettl (1889-1972), nacque a Praga, nell'allora Cecoslovacchia, nel 1930; ma si trasferì con la famiglia negli Stati Uniti nel 1939, dove studiò all'Indiana University e alla Michigan University. Dal 1964 insegnò all'Illinois University, dove divenne professore emerito di musica e antropologia continuando a insegnare a tempo parziale. Attivo principalmente nel campo dell'etnomusicologia, svolse ricerche sul campo con i popoli nativi americani (anni '60 e '80), in Iran (1966, 1968-69, 1972, 1974), e nell'India meridionale (1981-82). Fu presidente della Society for Ethnomusicology e redattore della rivista Ethnomusicology. Nettl ottenne lauree honoris causa dall'Università dell'Illinois, dal Carleton College, dal Kenyon College e dall'Università di Chicago. Era membro della commissione del premio Fumio Koizumi Prize per l'etnomusicologia, e membro della American Academy of Art and Sciences. Nettl fu candidato al Charles Homer Haskins Prize Lecturer per il 2014 dall'American Council of Learned Societies. Nel corso della sua lunga carriera come studioso e professore fu insegnante degli etnomusicologi più in vista attivi oggi sulla scena internazionale come Philip Bohlman, Chris Waterman, Marcello Sorce Keller e Victoria Lindsay Levine.
Il Sousa Archives and Center for American Music custodisce i Bruno Nettle Papers, 1966-1988, che consistono nella corrispondenza amministrativa e personale del periodo in cui Nettl era professore e capo della divisione musicologica della University of Illinois School of Music.

## Opere
- (1956) Music in Primitive Culture. Harvard University Press. ISBN 0-674-59000-7.
- (1960) Cheremis Musical Styles. Indiana University Press.
- (1964) Theory and Method in Ethnomusicology. The Free Press of Glencoe.
- (1965/1989) Folk and Traditional Music of the Western Continents. Prentice-Hall, Inc. ISBN 0-13-323247-6.
- (1976) Folk Music in the U.S. An Introduction. Wayne State University.
- (1978) Eight Urban Musical Cultures. Illinois University.
- (1989) Blackfoot Musical Thought: Comparative Perspectives. Ohio: The Kent State University Press. ISBN 0-87338-370-2.
- (1983/2005) The Study of Ethnomusicology. University of Illinois Press. ISBN 0-252-03033-8.
- (1991) Comparative Musicology and Anthropology of Music. Chicago Press.
- (1995) Heartland Excursion. University of Illinois Press. ISBN 0-252-02135-5.
- (1995) Music, Culture and Experience. Chicago University Press.
- (1996) Excursion in World Music. Prentice Hall.
- (1996) Musica Folklorica y Tradicional en los Continentes. Alianza.
- (1997) Africa. Garland Publishing.
- (1998) South America, Mexico, Central America and the Car.
- (1998) In the Course of Performance. Chicago University Press.
- (1999) Europe. Garland Encyclopedia of World Music, Vol. 8.
- (2005) Study of Ethnomusicology. Illinois University.
- (2010) Nettl's Elephant. Illinois University.